# Cheirolophus sventenii
Cheirolophus sventenii là một loài thực vật có hoa trong họ Cúc. Loài này được (A.Santos) G.Kunkel mô tả khoa học đầu tiên năm 1977.